# アルサス反応
アルサス反応 (アルサスはんのう、英語: Arthus reaction) とは、III型アレルギーの一種である。ニコラス・モーリス・アルサスにより発見された。
免疫された動物の皮内あるいは皮下に同じ抗原を接種すると、血管周囲に抗原抗体複合体が形成され、補体の活性化、肥満細胞からのヒスタミンの放出、ケミカルメディエーターの放出により、好中球の浸潤、免疫複合体の活性化が起こり、浮腫や出血がみられ、最終的には壊死を起こす。局所の反応にとどまる点において、同じIII型アレルギーでも全身性の症状をきたす血清病とは異なっている。
ヒトのアルサス反応による疾患として、農夫肺に代表される過敏性肺臓炎（hypersensitive pneumonitis、外因性アレルギー性肺胞炎 extrinsic allergic alveolitisともいう）やアレルギー性気管支肺アスペルギルス症（allergic bronchopulmonary aspergillosis ABPA）、関節リウマチなどがある。